# Campo León
Campo León es una congregación del municipio de Etchojoa ubicada en el sur del estado mexicano de Sonora, en la zona del valle del Mayo. Según los datos del Censo de Población y Vivienda realizado en 2020 por el Instituto Nacional de Estadística y Geografía (INEGI), Campo León tiene un total de 300 habitantes.

## Geografía
Campo León se sitúa en las coordenadas geográficas 27°00'12" de latitud norte y 109°35'02" de longitud oeste del meridiano de Greenwich, a una elevación de 35 metros sobre el nivel del mar.